# Apristurus macrorhynchus
Apristurus macrorhynchus – gatunek ryby chrzęstnoszkieletowej z rodziny Pentanchidae.

## Występowanie
Występujący w wodach północnego Pacyfiku u wybrzeży południowych Wysp Japońskich (Honsiu, Kiusiu i Sikoku), Tajwany i Chin. Zamieszkuje strefy przydenne głębszych mórz. 

## Charakterystyka
Dorosłe osobniki osiągają około 66 cm. Podobnie jak inne Pentanchidae, jest jajorodny.